# Patrick Cham
Patrick Cham (* 18. Mai 1959 in Saint-Claude (Guadeloupe)) ist ein ehemaliger französischer Basketballspieler.

## Laufbahn
Cham wuchs im französischen Überseegebiet Guadeloupe auf und spielte beim Verein Fumerolles. 1976 wechselte der 1,98 Meter große Flügelspieler zu Stade Français nach Paris. Dort entwickelte sich der für seine Stärken in der Verteidigung bekannte Cham zum Nationalspieler. Bis 1986 spielte Cham in Paris, anschließend für Cholet Basket (1988 bis 1991). 1991 wechselte er zu Levallois und stieg mit der Mannschaft 1992 von der zweiten in die erste Liga Frankreichs auf. Er wurde im Aufstiegsjahr als bester französischer Spieler der zweiten Liga ausgezeichnet. Anschließend trat er bis 1995 mit Levallois in der höchsten Spielklasse des Landes an. Von 1995 bis 1997 war er Trainer von Levallois.
Cham bestritt 113 Länderspiele für Frankreich und nahm an den Olympischen Sommerspielen 1984, an der Weltmeisterschaft 1986 sowie den Europameisterschaften 1981, 1985, 1987 und 1989 teil.
Nach seiner Spielerlaufbahn war er bis 2005 beim französischen Basketballverband in der Öffentlichkeitsarbeit tätig und wurde dann Trainer am Nachwuchsleistungsstützpunkt auf Guadeloupe.